# Vogelsbergschule
Die Vogelsbergschule (VBS) in Lauterbach ist eine von zwei beruflichen Schulen des Vogelsbergkreises.

## Geschichte

### Gründung als Handwerkerschule
Die Entstehung der Vogelsbergschule geht zurück auf die ersten Handwerkerschulen, die Anfang des 19. Jahrhunderts gegründet wurden. Bis dahin oblag die Ausbildung der Lehrlinge den Zünften und ihren Meistern.
Die um 1800 entstehenden Industriebetriebe und die sich entwickelnden Handwerksbetriebe stellten erhöhte Anforderungen an ihre Arbeitskräfte. Die Handwerker konnten nun nicht mehr nur auf tradierte Kenntnisse und Fertigkeiten zurückgreifen. Die Handwerksmeister erkannten, dass eine Lehre in alter Form den neuen Aufgaben nicht mehr gerecht wurde.
Der Präsident des Gewerbevereins für das Großherzogtum Hessen veranlasste daher 1846 die Gründung von Handwerkerschulen. Diese Bildungseinrichtungen sollten die Handwerker, die das Meisterrecht im Großherzogtum Hessen erlangen wollten, auf die damals neue, hessenweit vorgeschriebene Meisterprüfung vorbereiten. Das Monatshonorar für die Teilnahme an der Handwerkerschule betrug 1 Gulden 30 Kreuzer. In Lauterbach nahm 1856 die erste Handwerkerschule ihre Tätigkeit auf. Man kann dieses Jahr als den Beginn des Berufsschulwesens im Altkreis Lauterbach und somit als Gründungsjahr der Vogelsbergschule Lauterbach ansehen.

### Entwicklung zur Fortbildungsschule
Durch das hessische Schulgesetz vom 16. Juni 1874 wurden die Fortbildungsschulen geschaffen. Im Gegensatz zur Handwerkerschule, die lediglich Gesellen auf die Meisterprüfung vorbereiten sollte, waren sämtliche Knaben, welche die Volksschule verließen, drei Jahre lang zum Besuch der Fortbildungsschule verpflichtet. Es sollten der heranwachsenden Jugend nicht nur allgemeinbildende, sondern auch berufliche Kenntnisse vermittelt werden. Die Unterrichtsfächer der Fortbildungsschule waren Staatsbürgerkunde, Lebenskunde, Lesen, Rechnen, Raumlehre, Aufsatz, schriftliche Arbeiten und Berufskunde. Der Unterricht wurde hauptamtlich von besonderen Fortbildungsschullehrern und nebenamtlich von Volksschullehrern erteilt.
Bis ins Jahr 1914 stieg die Zahl der Fortbildungsschulen im Kreis Lauterbach auf 63 mit insgesamt 876 Schülerinnen und Schülern. Der dann folgende Erste Weltkrieg ließ die Schülerzahlen rapide sinken. Im Jahre 1916 wurden noch 28 Fortbildungsschulen unterhalten, doch 1917 und 1918 waren alle Schulen geschlossen. Hauptgrund war der zunehmende Mangel an männlichen Arbeitskräften.
Im Winter 1919 begann allmählich wieder der Schulbetrieb. In 35 Fortbildungsschulen fanden sich 492 Schülerinnen und Schüler ein, und im nächsten Jahr gab es 55 Schulen mit 892 Lernenden. Durch das 1921 geschaffene Volksschulgesetz wurde die schulgeldfreie staatliche Fortbildungsschule eingeführt, die mit der Volksschule eine Schuleinheit bildete. In diese Einrichtungen, welche den Kreisschulämtern unterstanden, wurden die Handwerkerzeichen- und Sonntagszeichenschulen eingegliedert. Bisherige kleine Fortbildungsschulen wurden zu einer Bezirksfortbildungsschule zusammengefasst. Die staatliche Fortbildungsschule gliederte sich in vier Abteilungen, die gewerbliche (für die Lehrlinge des Handwerks), die kaufmännische, die landwirtschaftliche und die allgemeine. Während in den Fachabteilungen die ersten hauptamtlichen Berufsschullehrer angestellt wurden, betraute man in der allgemeinen Abteilung (Deutsch, Lesen, Schreiben, Rechnen, Bürgerkunde) nebenamtliche Volksschullehrer mit dem Unterricht. Ziel des Unterrichtes war es, die jungen Leute zu tüchtigen Menschen, Staatsbürgern und Fachkräften zu erziehen.

### Während des Zweiten Weltkrieges
Der Zweite Weltkrieg unterbrach den geordneten Berufsschulunterricht. Die Lehrer wurden zum Wehrdienst einberufen, die Schularbeit konnte nur behelfsmäßig weitergeführt werden. Mit Kriegsende brach der Unterricht vollkommen zusammen:  Die Lehrmittelsammlungen wurden, soweit vorhanden, von den Polen zerstört, die Säle geplündert. An ein Wiedererstehen einer geordneten Berufsschule dachte man zunächst nicht. Nach dem Zusammenbruch des NS-Regimes konnte im Jahre 1946 der Unterricht in bescheidenem Umfang wieder aufgenommen werden. Im August wurde die Berufsschule durch Erlass der Militärregierung provisorisch wieder eröffnet.
Erfasst wurden zunächst in der gewerblichen Abteilung 401 und in der kaufmännischen 72 Schülerinnen und Schüler. Der Unterricht fand an einem Wochentag mit acht Unterrichtsstunden statt. Unterrichtet wurden fünf Stunden fachbezogener und drei Stunden allgemeinbildender Unterricht. Die Evakuierung der Großstädte während des Krieges und die Ausweisung der Heimatvertriebenen hatten in Lauterbach ein starkes Anwachsen der Bevölkerung zur Folge. Dadurch schnellte 1947 auch die Zahl der Berufsschüler auf 1186 empor. In der ehemals Opelschen Weberei in der Bahnhofstraße richtete die Stadt vier Säle behelfsmäßig ein, zwei weitere Säle und die Küche wurden später ausgebaut. Aber diese Maßnahme löste die Raumfrage nicht auf Dauer.
Die Unterbringung der Klassen wurde in der überfüllten Stadt zu einem kaum lösbaren Problem. Der Schulträger der Berufsschule, damals die Stadt Lauterbach, half so gut er konnte. Eine wesentliche Verbesserung der Unterrichtssituation in Lauterbach war der Bau der Berufsschule „An der Bleiche“. Auf den Fundamenten einer geplanten Markthalle wurde 1948 mit dem Bau dieses Gebäudes begonnen. Im Herbst 1949 konnte es von der Berufsschule bezogen werden. Die Unterrichtsräume wurden vor allem von der kaufmännischen und hauswirtschaftlichen Abteilung genutzt. Obwohl damals von der Stadt Lauterbach als Dauerlösung geplant, zeigte sich sehr bald, dass das Gebäude den rasant ansteigenden Schülerzahlen und wachsenden räumlichen Anforderungen nicht gerecht werden konnte.

### Bauliche Geschichte der Vogelsbergschule
Erst das Schulverwaltungsgesetz von 1953 schuf – durch den Übergang der Schulträgerschaft von der Stadt auf den Landkreis Lauterbach – die Voraussetzung für Baumaßnahmen zu einer zeitgemäßen Unterbringung der Berufsschule. Die Forderung des Schulbaues durch das Land Hessen und durch Bundesmittel ermöglichte endlich den Bau eines zeitgemäßen Berufsschulgebäudes in der Lindenstraße. Er wurde in drei Abschnitten geplant und ausgeführt.

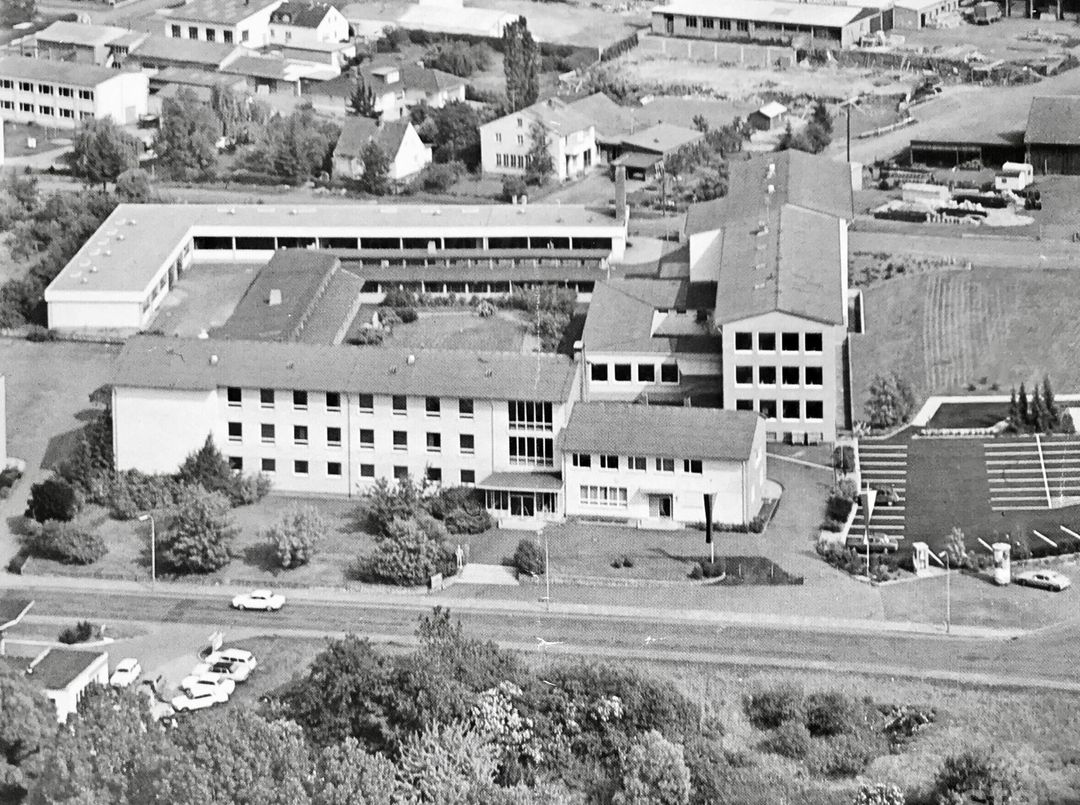
Die Vogelsbergschule 1970

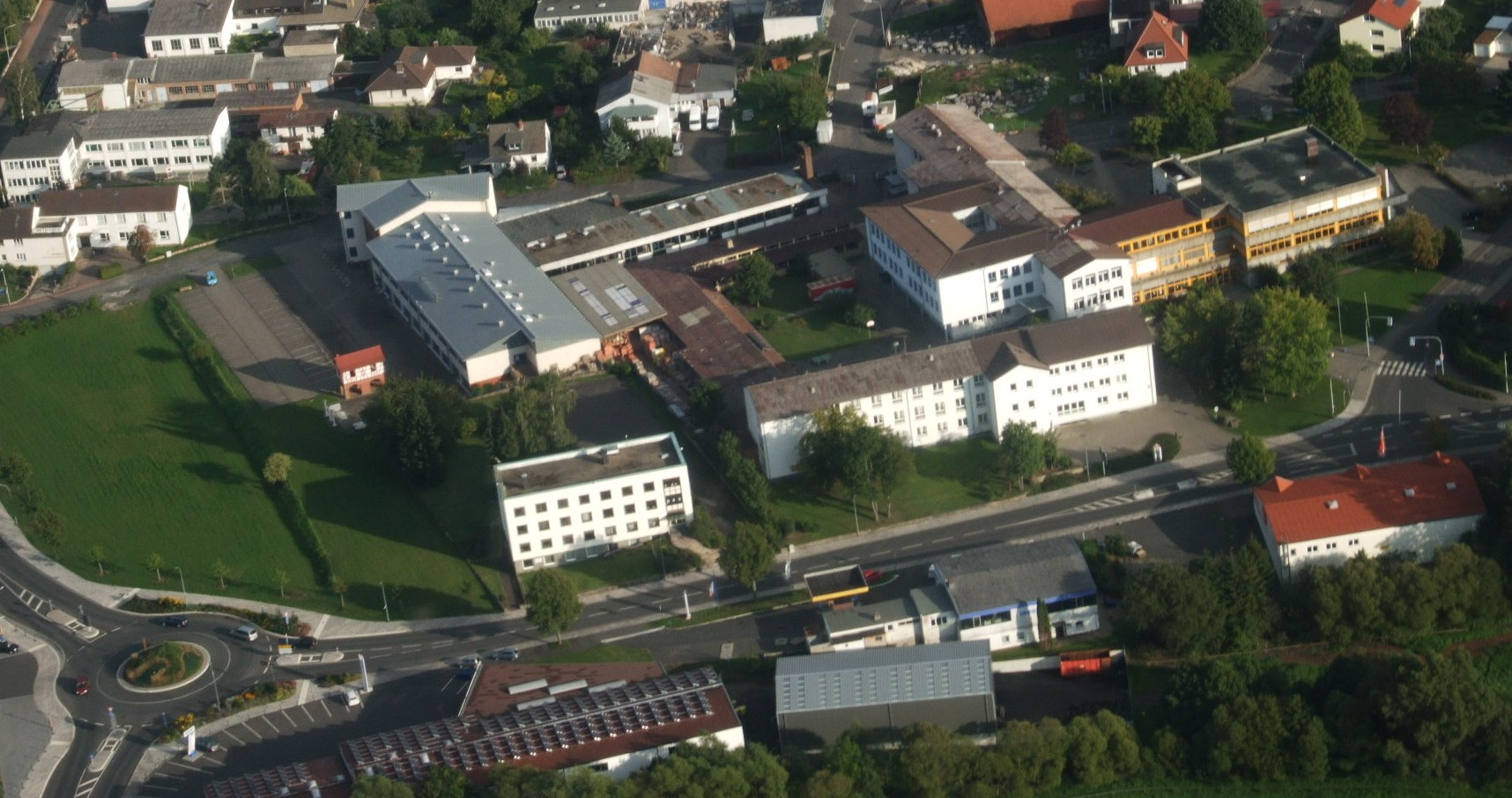
Die Vogelsbergschule aus der Vogelperspektive

Der erste Bauabschnitt konnte 1958 der Berufsschule übergeben werden. Er umfasste die Unterrichts- und Fachräume für die gewerbliche Abteilung. Der zweite Bauabschnitt konnte 1960 bezogen werden. Hier befanden sich die Lehrwerkstätten, in denen, über das Theoretische hinaus, den angehenden Handwerkern die so dringend benötigten praktischen Kenntnisse vermittelt wurden. Im dritten Bauabschnitt erfolgte der Bau eines Gebäudes für die kaufmännische Berufsschule. Auch ein Institut dieser Art fehlte bis dahin in Lauterbach völlig, obwohl es seit langem dringend benötigt wurde, da die kaufmännischen Klassen der Berufsschule zuvor in völlig unzureichender Weise als Gastklassen in anderen Schulen oder im alten Gebäude „An der Bleiche“ unterrichtet worden waren.
Hand in Hand mit der baulichen Entwicklung ging der organisatorische Ausbau des beruflichen Schulwesens. Die 1954 angegliederte einjährige Haushaltungsschule wurde 1966 in eine zweijährige Berufsfachschule für Mädchen umgewandelt. Ebenfalls konnte man die Berufsaufbauschule – zuvor zwei Jahre lang Berufsfachschule – in Vollzeit besuchen. Dort gelangte man zu einem mittleren Bildungsabschluss. Zu dieser Zeit betreute die Kreisberufsschule Lauterbach 1500 Schülerinnen und Schüler.
Im Jahre 1968 wurde die Einführung der gewerblich-technischen Berufsfachschule mit den Bereichen Bau, Elektro und Metall beantragt und genehmigt. Dafür war es notwendig, neue Werkstätten und Fachräume zu erstellen. Es wurde ein vierter Bauabschnitt vom Kreistag beschlossen und 1969 vom Kultusministerium genehmigt. Die geplanten Räume der Bauabteilung umfassten ein Labor, einen 150 m² großen Werkraum und einen kleinen Lagerraum. 1970 ist die Berufsschule Lauterbach auf dem kaufmännischen Sektor eine der modernsten Schulen Hessens. Mit einem finanziellen Aufwand von 100.000 DM wurden 20 Elektro-Tischrechner und zehn Buchungsautomaten angeschafft.
Zu Beginn des Schuljahres 1970/71 wurde eine Fachoberschule für die Fachrichtung Wirtschaft und eine Bezirksgebietsklasse „Banken“ eingerichtet. Der Fachoberschule standen ein Maschinenraum und ein Lehrbüro zur Verfügung. Neben den vier kaufmännischen Berufsfachschulklassen profitierten auch weitere 13 Klassen des Groß- und Einzelhandels von den modernen Einrichtungen. Damit wurde an der Kreisberufsschule Lauterbach der Schwerpunkt in der Ausbildung auf dem kaufmännischen Sektor – bezogen auf die Gesamteinrichtung – deutlich erkennbar. Die Kreisberufsschule in Lauterbach erhielt 1973 den Namen Vogelsbergschule.
Kreistag und Kultusministerium genehmigten 1977 die Errichtung eines Klassenbaus mit Verwaltungstrakt und Parkplätzen. Bereits ein Jahr nach dem Ende dieses 5. Bauabschnittes erfolgte die Vergrößerung der Werkstätten durch eine Bauhallenerweiterung. Daran schlossen sich in den folgenden Jahren mehrere bauliche Sicherheitsmaßnahmen an.
2003 wurde der sehr erfolgreich arbeitende Schülerkiosk zu einem modernen Bistro weiterentwickelt, in dem Schüler für Schüler kochen. In der professionellen Großküche des Bistros findet außerdem die praktische Ausbildung aller Berufe mit gastronomischem Schwerpunkt statt. Doch nicht nur der Gastro-Bereich, auch die Klassenräume der Vogelsbergschule sind – ausgestattet mit Activeboard, PC etc. – auf dem neuesten Stand der Technik.

## Bildungsgänge
Die Bildungsgänge der Vogelsbergschule reichen von berufsvorbereitenden Schulformen wie BVJ/EIBE bis zu studienqualifizierenden Schulformen wie Fachoberschule und Berufliches Gymnasium.

### Vollzeitschulformen

#### Studium
Die Fachschule für Wirtschaft  "Fachrichtung Betriebswirtschaft" an der Vogelsbergschule Lauterbach ist eine staatliche Einrichtung der beruflichen Weiterbildung.
Die Fachschule bildet nach einer Ausbildung in einem kaufmännischen Beruf, der Verwaltung oder einer beruflichen Tätigkeit Betriebswirte aus. Die Absolventen erhalten die Qualifikation „Staatlich geprüfter Betriebswirt“. Im Rahmen des berufsbegleitenden Studiums in dreijähriger Teilzeitform (dienstags und donnerstags abends sowie samstags) werden die Fachhochschulreife und die Ausbildereignungsprüfung als zusätzliche Qualifikationen angeboten.
In der Fachschule für Sozialpädagogik erfolgt die Ausbildung zur Staatlich anerkannten Erzieherin  in Vollzeitform und in Teilzeitform.
Die Ausbildung in Vollzeitform umfasst eine zweijährige vollschulische Ausbildung mit einer theoretischen Abschlussprüfung. Daran schließt sich ein einjähriges Berufspraktikum an, das mit einer methodischen Prüfung abschließt.
Die Teilzeitform setzt eine mehrjährige Tätigkeit in einem sozialpädagogischen Berufsfeld voraus. Neben dem theoretischen Unterricht in der Schule muss eine Berufstätigkeit von mindestens 15 Wochenstunden während der Ausbildung ausgeübt werden.

#### Berufliches Gymnasium
Das berufliche Gymnasium führt ebenso wie die gymnasiale Oberstufe in drei Jahren zum Abitur; die Inhalte und die Prüfungsanforderungen in den allgemeinbildenden Fächern sind identisch. Eine Besonderheit sind die fachrichtungsbezogenen Fächer, die berufliche Grundkenntnisse vermitteln. Der Besuch setzt entweder die Versetzung in die Einführungsphase der gymnasialen Oberstufe voraus (Gymnasialzweig) oder einen Notendurchschnitt von besser als befriedigend in den Fächern Deutsch, Englisch, Mathematik und einer Naturwissenschaft sowie in den übrigen Fächern im Abschlusszeugnis der Klasse 10 (Realschulzweig). "Abitur Plus", d. h. die allgemeine Hochschulreife und berufliche Grundkenntnisse, bietet die Vogelsbergschule in den Fachrichtungen Wirtschaft und Verwaltung sowie Umwelt an.

#### Fachoberschule
Die Fachhochschulreife kann in folgenden Schwerpunkten erworben werden:
- Ernährung
- Wirtschaft und Verwaltung
- Wirtschaftsinformatik (Wirtschaft + Informatik)
- Wirtschaftsingenieurwesen (Wirtschaft + Elektrotechnik)

Die Fachoberschule baut auf dem Mittleren Abschluss auf. Sie führt in verschiedenen Fachrichtungen und Organisationsformen in Verbindung mit einer beruflichen Qualifizierung zur Fachhochschulreife. Im Bundesland Hessen sind Fachoberschulabsolventen zusätzlich zum Studium in allen Bachelorstudiengängen an Hochschulen berechtigt.

#### Höhere Berufsfachschule
Mit mittlerem Bildungsabschluss (Realschule) ist der Besuch einer Höheren Berufsfachschule möglich. Nach zwei Jahren schulischer Berufsausbildung mit betrieblichen Praktika wird der Berufsabschluss eines Assistenten erreicht.
Berufsabschlüsse sind:
- Höhere Berufsfachschule für Bürowirtschaft
- Höhere Berufsfachschule für Sozialassistenz
- Staatlich geprüfter Sozialassistent

Die Höhere Handelsschule ist eine einjährige Höhere Berufsfachschule ohne Berufsabschluss.

#### Zweijährige Berufsfachschule
Die Ausbildung in der zweijährigen Berufsfachschule erfolgt in Vollzeitform und führt zu einem Mittleren Abschluss. Sie vermittelt eine  berufsbezogene Grundbildung und bereitet fachrichtungsbezogen auf eine berufliche Ausbildung vor. An der Vogelsbergschule gibt es diese Schulform in den Berufsfeldern
- Metalltechnik
- Elektrotechnik
- Ernährung und Hauswirtschaft
- Sozialpädagogische und sozialpflegerische Berufe
- Wirtschaft und Verwaltung

Am Ende des zweiten Ausbildungsjahres wird eine schriftliche Prüfung (Deutsch, Mathematik, Englisch, Schwerpunktfach), eine Projektprüfung und eventuell eine mündliche Prüfung durchgeführt. Der Abschluss wird als erstes Ausbildungsjahr in bestimmten Ausbildungsberufen anerkannt, darüber hinaus ist der Übergang in die Fachoberschule oder des beruflichen Gymnasiums möglich.

#### Bildungsgänge zur Berufsvorbereitung
Die Berufsvorbereitung richtet sich an junge Menschen, ohne Berufsausbildungsverhältnis, mit dem Ziel, Schülerinnen und Schülern den Übergang in die Berufsausbildung zu erleichtern. Zu den Unterrichtsfächern gehören im allgemeinbildenden Bereich unter anderem Deutsch, Mathematik und Englisch. Ein  Schwerpunkt in der Berufsvorbereitung ist die Vermittlung berufsbezogener Kenntnisse. Dazu werden in der Vogelsbergschule unterschiedliche berufliche Schwerpunkte angeboten:
- Metalltechnik
- Holztechnik
- Ernährung und Hauswirtschaft (Schwerpunkt Hotel- und Gaststättengewerbe)
- Wirtschaft und Verwaltung

Die Berufsvorbereitung bietet außerdem die Möglichkeit den (qualifizierenden) Hauptschulabschluss zu erwerben.

### Berufsschule Teilzeit
Die duale Berufsausbildung sieht vor, dass Auszubildende an zwei Lernorten ausgebildet werden: In der Berufsschule und dem Ausbildungsbetrieb.
Während der Betrieb für die praktischen Inhalte verantwortlich ist, werden in der Berufsschule fachtheoretische Inhalte für den späteren Beruf sowie der allgemeinbildende Unterricht erteilt.
Die Eingangsvoraussetzung ist der Ausbildungsvertrag.

#### Wirtschaft und Verwaltung
Die Vogelsbergschule ist Ausbildungspartner für folgende Berufe:
- Groß- und Außenhandelskaufmann
- Einzelhandelskaufmann
- Bankkaufmann
- Industriekaufmann
- Verwaltungsfachangestellter

#### Gastronomie
- Restaurantfachmann
- Hotelfachmann
- Koch
- Beikoch
- Fachkraft im Gastgewerbe
- Fachmann für Systemgastronomie (1. Ausbildungsjahr)

#### Bautechnik
Im ersten Ausbildungsjahr findet für alle Bauberufe eine berufliche Grundbildung in der Vogelsbergschule statt.
Ab dem zweiten Ausbildungsjahr werden an der Vogelsbergschule die folgenden Ausbildungsberufe im dualen System ausgebildet:
- Maurer
- Beton- und Stahlbetonbauer (Landesfachklasse 3. Ausbildungsjahr)

#### Elektrotechnik
Die Vogelsbergschule ermöglicht Auszubildenden im dualen System in den nachfolgenden 3½-jährigen Ausbildungsberufen eine technologische Ausbildung:
- Elektroniker Fachrichtung Energie- und Gebäudetechnik
- Elektroniker Fachrichtung Informations- und Telekommunikationstechnik (Landesfachklasse)

#### Kfz-Technik
Die Vogelsbergschule  den Auszubildenden in den nachfolgenden 3½-jährigen Ausbildungsberufen im dualen System die Voraussetzungen für eine technologische Ausbildung:
- Kraftfahrzeugmechatroniker Schwerpunkt Fahrzeugkommunikationstechnik
- Kraftfahrzeugmechatroniker Schwerpunkt Nutzfahrzeugtechnik
- Kraftfahrzeugmechatroniker Schwerpunkt Personenkraftwagentechnik
- Kraftfahrzeugservicemechaniker (2-jährige Ausbildung)

#### Metalltechnik
Die Vogelsbergschule ermöglicht den Auszubildenden im dualen System in den nachfolgenden 3½-jährigen Ausbildungsberufen eine technologische Ausbildung:
- Feinwerkmechaniker
- Konstruktionsmechaniker
- Maschinen- und Anlagenführer (2-jährige Ausbildung)
- Maschineneinrichter (2-jährige Ausbildung)
- Metallbauer
- Metallbearbeiter (2-jährige Ausbildung)
- Werkzeugmechaniker
- Zerspanungsmechaniker

#### Packmitteltechnologie
An der Vogelsbergschule werden im dualen System in der Landesfachklasse Auszubildende der Berufe Packmitteltechnologe sowie Maschinen- und Anlagenführer ausgebildet.

## Innovationen
- Notebook-Klassen: Schüler arbeiten in der Schule und zu Hause durchgängig mit dem Notebook.
- Schule und Gesundheit (gesunde Ernährung, Bewegungsangebote und Suchtprävention als Mittel zu einer gesundheitsfördernden Schule)
- Modellversuch ViLBe (Virtuelles Lernen in der Berufsschule)
- LANIS-Modellschule (vernetztes Lernen im Schulnetzwerk und von zu Hause aus)
- Ausbildungskonzept Gastgewerbe (Gemeinsame Ausbildung unterschiedlicher Berufsgruppen im Gastgewerbe)
- Schulversuch Bautechnik (Kombination von Fachoberschule Bautechnik und Berufsausbildung)
- Bistro, großteils von Schülern geführt
- In mehreren Klassen wird zur Unterstützung des Unterrichts eine internetbasierte Lernumgebung verwendet, die es den Schülern ermöglichen soll, auch außerhalb der Schule auf Lernmaterialien zuzugreifen und mit dem Lehrer, sowie mit anderen Lernenden in Kontakt zu treten.